# Bilborough
Bilborough är en stadsdel i Nottingham, i distriktet Nottingham, i grevskapet Nottinghamshire i England. Stadsdelen hade 16 917 invånare år 2021. Bilborough var en civil parish fram till 1933 när blev den en del av Nottingham. Civil parish hade 2 845 invånare år 1931. Byn nämndes i Domedagsboken (Domesday Book) år 1086, och kallades då Bileburch/Bileburg.